# Buchenwälder bei Steinbach
Buchenwälder bei Steinbach este o arie protejată (arie specială de conservare — SAC, sit de importanță comunitară — SCI) din Germania întinsă pe o suprafață de 441 ha, integral pe uscat.

## Localizare
Centrul sitului Buchenwälder bei Steinbach este situat la coordonatele 50°32′25″N 13°10′18″E / 50.5403°N 13.1717°E.

## Înființare
Situl Buchenwälder bei Steinbach a fost declarat sit de importanță comunitară în august 2000 pentru a proteja un număr necunoscut de specii din flora spontană și fauna sălbatică aflate în arealul zonei. Situl a fost protejat și ca arie specială de conservare în ianuarie 2008.

## Biodiversitate
Situată în ecoregiunea continentală, aria protejată conține 4 habitate naturale: Fânețe montane, Păduri de fag Luzulo-Fagetum, Păduri pe pante, grohotișuri și ravene de Tilio-Acerion, Păduri aluvionare cu Alnus glutinosa și Fraxinus excelsior (Alno-Padion, Alnion incanae, Salicion albae).
La baza desemnării sitului se află un număr nedeclarat de specii protejate: